# MTV Video Music Awards Japan 2007
Conducidos por Misaki Itō y Hidehiko Ishizuka, la premiación tomó lugar en el Saitama Super Arena. Esta es la 6º vez que se entregan los MTV Video Music Awards Japan.

## Actuacione
- Ai Otsuka
- Daniel Powter
- KREVA
- Mika
- My Chemical Romance
- Ne Yo
- DJ Ozma
- SEAMO
- Shonan No Kaze
- TVXQ
- Yuna Itō

## Video del Año
- Fergie — "London Bridge"
- Kumi Kōda — "Yume No Uta"
- Mr. Children — "Shirushi"
- Red Hot Chili Peppers — "Dani California"
- Shounan No Kaze — "Junrenka"

## Álbum del Año
- Ayaka — First Message
- Daniel Powter — Daniel Powter
- Def Tech — Catch The Wave
- Kumi Kōda — Black Cherry
- Red Hot Chili Peppers — Stadium Arcadium

## Mejor Video Masculino
- Daniel Powter — "Bad Day"
- DJ Ozma — "Age Age Every Knight"
- Justin Timberlake — "SexyBack"
- Ken Hirai — "Bye My Melody"
- Kreva — "The Show"

## Mejor Video Femenino
- Ayaka — "Mikadzuki"
- Fergie — "London Bridge"
- Gwen Stefani — "Wind it up"
- Kumi Kōda — "Yume No Uta"
- Yuna Itō — "Truth"

## Mejor Video de Grupo
- Exile — "Lovers Again"
- Glay — "100-man kai no KISS"
- My Chemical Romance — "Welcome to the Black Parade"
- Red Hot Chili Peppers — "Dani California"
- Remioromen — "Stand By Me"

## Mejor Artista Nuevo en un Video
- Angela Aki — "This Love"
- Jinn — "Raion"
- Lily Allen — "Smile"
- Ne-Yo — "So Sick"
- The View — "Wasted Little DJ's"

## Mejor Video Rock
- Asian Kung-Fu Generation — "Aru Machi no Gunjou"
- Ellegarden — "Salamander"
- Fall Out Boy — "This Ain't a Scene, It's an Arms Race"
- My Chemical Romance — "Welcome to the Black Parade"
- Radwimps — "Setsunarensa"

## Mejor Video Pop
- Ai Otsuka — "Ren'ai Shashin"
- Chemistry — "Yakusoku no Basho"
- Christina Aguilera — "Ain't No Other Man"
- Rihanna — "S.O.S."
- Seamo — "Mata Aimashou"

## Mejor Video R&B
- AI — "Believe"
- Ciara — "Promise"
- John Legend — "Save Room"
- Miliyah Kato — "Kono mama zutto asa made"
- Ne-Yo — "So Sick"

## Mejor Video Hip-Hop
- Jay-Z — "Show Me What You Got"
- Kreva — "The Show"
- Nas — "Hip Hop Is Dead"
- T.I. — "What You Know?"
- Teriyaki Boyz con Kanye West — "I Still Love H.E.R."

## Mejor Video Reggae
- Lily Allen — "Smile"
- Matisyahu — "King without a Crown"
- Ryo The Skywalker — "Harewataru Oka"
- Sean Paul — "Temperature"
- Shounan No Kaze — "Junrenka"

## Mejor Video Dance
- DJ Ozma — "Age Age Every Knight"
- Fergie — "London Bridge"
- Gnarls Barkley — "Crazy"
- Justin Timberlake — "SexyBack"
- M-Flo loves Minmi — "Lotta Love -M&M Mix-"

## Mejor Video de una Película
- 50 Cent — "Window Shopper" (Get Rich or Die Tryin')
- Ai Otsuka — "Ren'ai Shashin" (Tada, Kimi wo Aishiteru)
- Beyoncé — "Listen" (Dreamgirls)
- Bonnie Pink — "Love is Bubble" (Kiraware Matsuko no isshou)
- Yui por Kaoru Amane — "Good-bye days" (Taiyou no Uta)

## Mejor Colaboración
- Akon con Eminem — "Smack That"
- Quruli con Rip Slyme — "Juice"
- Shiina Ringo + Saito Neko + Shiina Junpei — "Kono Yono Kagiri"
- Sérgio Mendes con The Black Eyed Peas — "Mas Que Nada"
- U2 y Green Day — "The Saints are Coming"

## buzz ASIA

### Japón
- Bonnie Pink — "A Perfect Sky"
- DJ Ozma — "Age Age Every Knight"
- Dragon Ash — "Ivory"
- Rize — "Pink Spider"
- Yuna Itō — "Precious"

### Corea
- Brian — "Living a Year in Winter"
- Loveholic — "Chara's Foreset"
- SS501 — "Unlock"
- Super Junior — "U"
- TVXQ — "O-Jung Ban Hop"

### Taiwán
- A-Mei — "I want Happiness?"
- David Tao — "Too Beautiful"
- Faith Yang — "Dutchess"
- Mayday — "Born to Love"
- Show Luo — "Jin Wu Men"

## Premios Especiales
- Mejor Dirección:  Red Hot Chili Peppers — "Dani California" (Tony K)
- Mejores Efectos Especiales en un Video:  Apogee — "Ghost Song" (Yusuke Tanaka)
- Video con más Estilo:  Kumi Kōda

- Datos: Q795634